# Apna Asmaan
Apna Asmaan – indyjski dramat rodzinny z 2007 roku wyreżyserowany i wyprodukowany w oparciu o własny scenariusz przez debiutanta Kaushik Roya. W rolach głównych Shobana, Irrfan Khan i debiutujący Dhruv Piyush Panjnani. Film przedstawia oparty na faktach dramat rodziny z dzieckiem autystycznym, ból z powodu porównywania go z innymi dziećmi, nie akceptację swego losu, kryzys w małżeństwie rodziców chłopca, czekanie na cud uleczenia. I cud się staje... Ten film to wezwanie do przyjęcia człowieka takim, jaki jest, do miłości, która nie stawia warunków, do cieszenia się najbliższymi bez prób uczynienia ich kimś, kim nie są.
Debiutujący reżyser (krewny Bimal Roya bengalskiego twórcy Madhumati i Devdas (1955)), oparł film na wątku autobiograficznym przedstawiając w filmie historię swego młodszego syna Orko chorego na autyzm. Rodzice pomogli mu się wyrazić w malarstwie wspierając jego pasje, organizując mu wystawy.
Film pokazywany na Festiwalu Filmowym w Cannes i nagrodzony za reżyserię na Stuttgart Bollywood and Beyond Film Festival w Niemczech (wygrał z Bheja Fry).

## Fabuła
Raj Kumar (Irrfan Khan) od dwudziestu lat przekonuje ludzi do zakupu plastiku. Ucieka w pracę odsuwając w czasie powroty do żony. Ciężko mu codziennie patrzeć w domu na twarz swojego upośledzonego syna Buddhiego (Dhruv Piyush Panjnani), słuchać żalów swojej żony Padmini (Shobana). Naście lat temu zaczynali swoje małżeństwo zakochani, pełni nadziei na przyszłość. Padmini zrezygnowała ze swych marzeń o tańcu, aby zająć się mężem, domem, a wkrótce i dzieckiem. Ale syn nie spełnia pokładanych w nim nadziei. Jego ciało rośnie, ale umysł pozostaje umysłem dziecka. Raja bolą rozmowy kolegów o egzaminach ich dzieci, Padmini pełne niechęci spojrzenia ludzi w autobusach. Buddhi nie jest w stanie nauczyć się czegokolwiek. Jego pasją pozostaje rysowanie. Z zapałem zamalowuje kartkę za kartką. Lekarz (Rajat Kapoor) radzi przyjąć chłopca takim, jaki jest wspierając jego talent malarski, ale rodzice nie chcą pogodzić się z nienormalnością Buddhiego. Padmini godzinami krąży z chłopcem między hinduską świątynią a figurą Chrystusa wszystkich Bogów świata błagając o zdrowie dla syna. Raj szuka ratunku u dr. Sena (Anupam Kher), poszukiwanego przez policję, obiecującego cuda eksperymentatora. I cud zdarza się. Lekarstwa doktora pobudzają mózg Buddhiego. Gdy budzi się potem z chwilowego letargu, Padmini zamiast bezmyślnej ufności widzi w jego spojrzeniu czujność, zamiast dziecięcego okrzyku: "mamo!", słyszy podejrzliwe pytanie: "kim jesteś?".

## Obsada
- Irrfan Khan – Ravi Kumar
- Shobana – Padmini Kumar
- Dhruv Piyush Panjnani – Buddhi
- Dhruv P. Panjuani – Buddhi / Aryabhatta
- Rajat Kapoor – dr Sen
- Anupam Kher – dr Sathya
- Nassar Abdulla – p. Sharma
- Utkarsha Naik – p. Sharma
- Lalit Parashar – Shop Keeper
- Barkha Singh – Pinky Sharma